# Represa

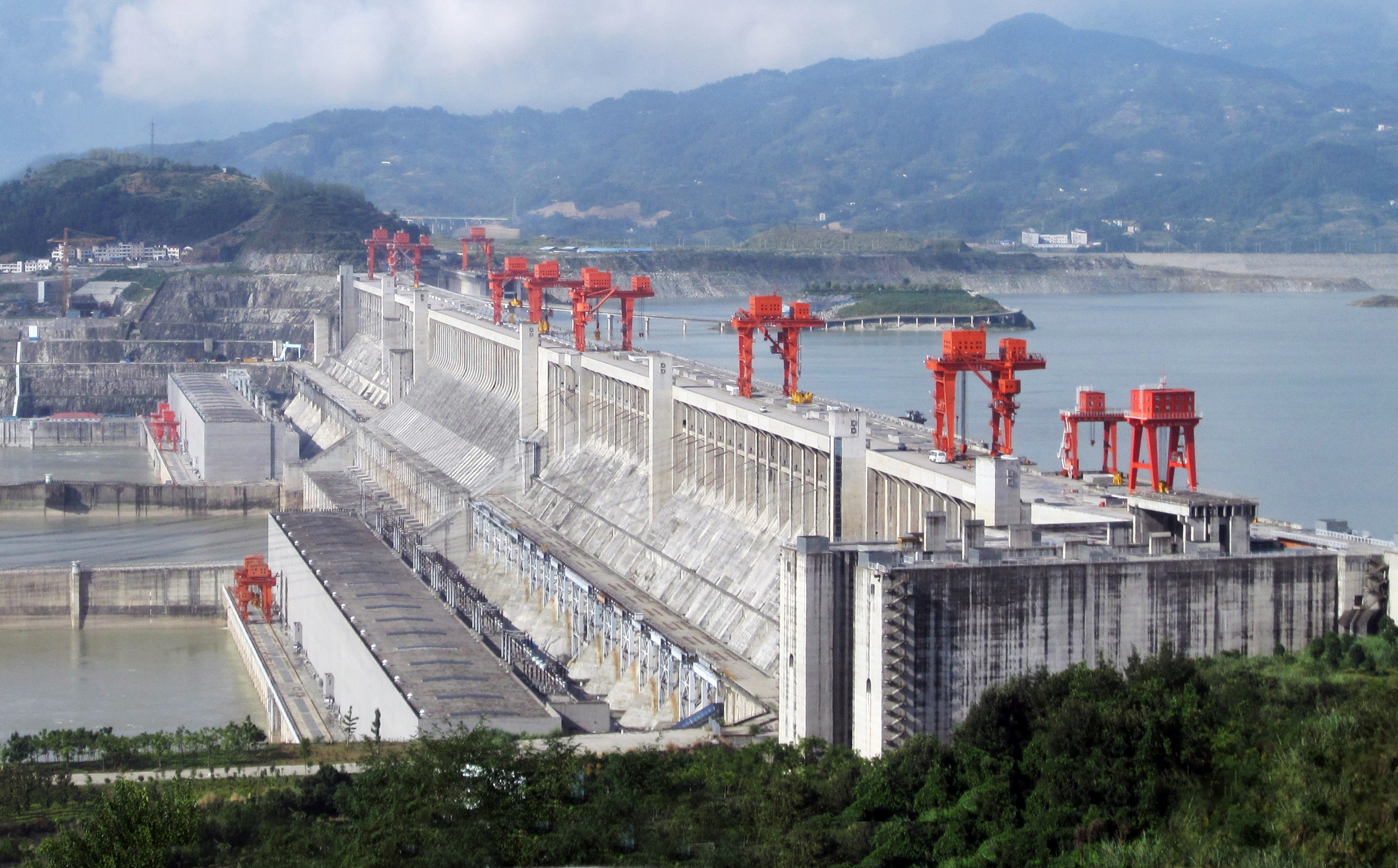
La presa de las Tres Gargantas situada en el curso del río Yangzi, en China, es la más grande del mundo en extensión y capacidad instalada

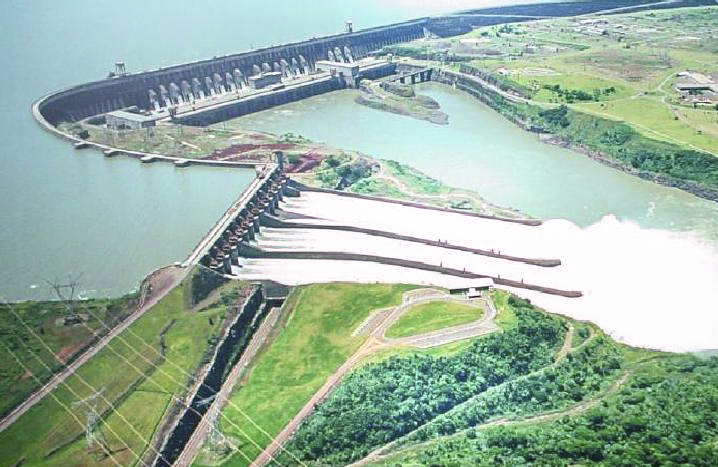
La presa de Itaipú, entre Brasil y Paraguay, es la de mayor producción de energía del planeta

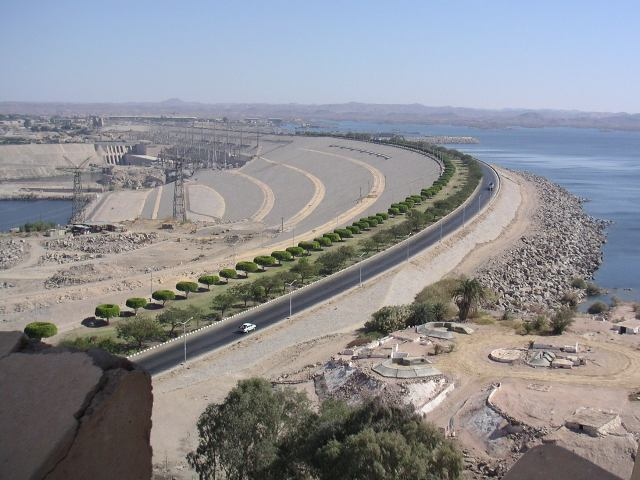
La presa de Asuán, en el río Nilo, Egipto, acabó con las inundaciones que se producían como consecuencia del repentino aumento en el caudal del Nilo y desató una importante campaña de rescate de restos arqueológicos

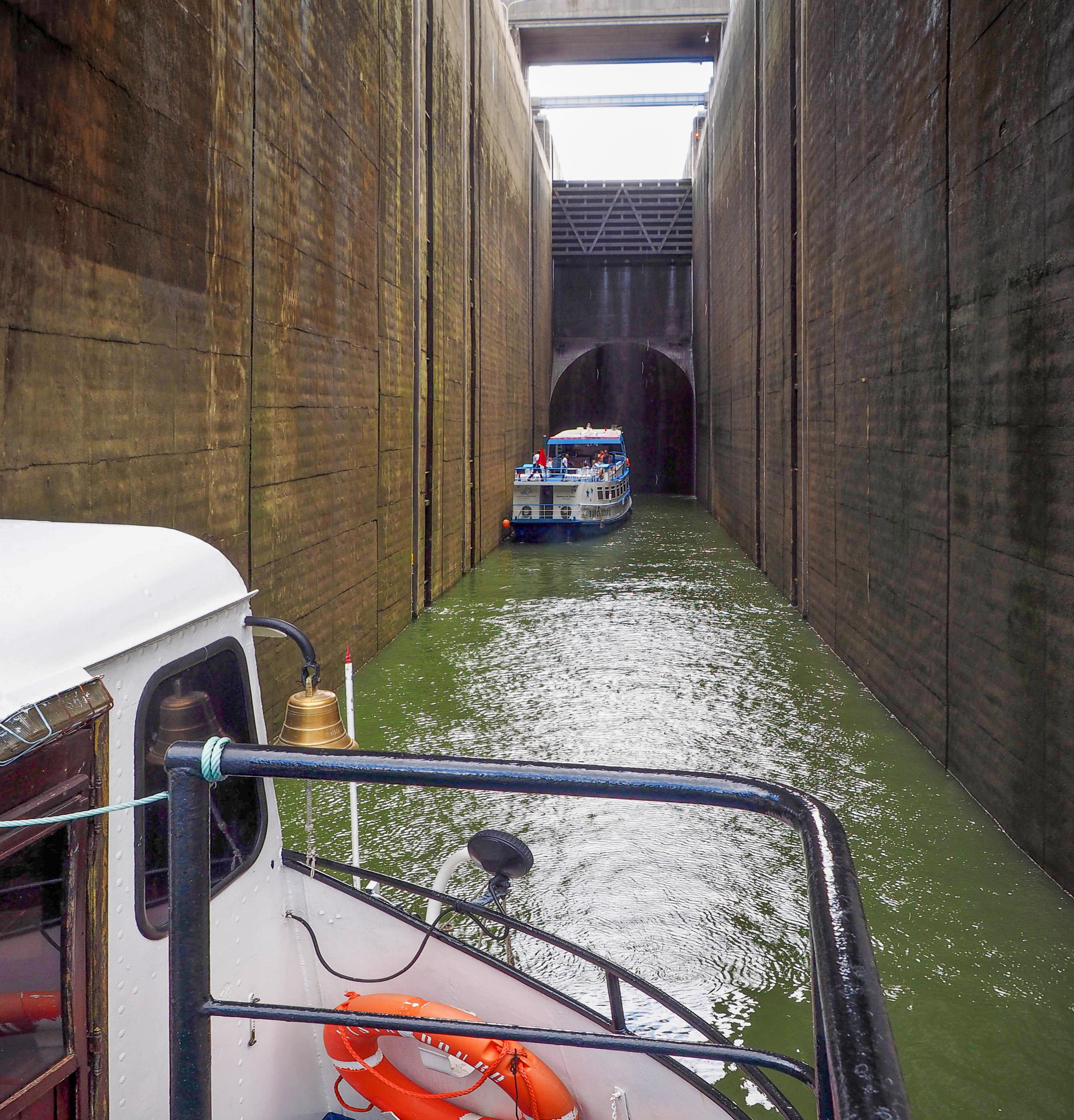
Esclusa de la presa de Valeira, Portugal, que hace posible el canal de navegación del Duero

Una presa o represa es una barrera construida sobre un río o arroyo, cuya finalidad es embalsar el agua en el cauce fluvial. Se construye con materiales como piedra u hormigón, a veces aprovechando una cerrada o desfiladero. El agua almacenada puede ser utilizada para abastecimiento, regadío, o para la producción de energía mecánica al transformar la energía potencial del almacenamiento en energía cinética. Esta puede aprovecharse directamente, como en los antiguos molinos, o de forma indirecta para producir energía eléctrica, como en las centrales hidroeléctricas. 
Las presas también pueden moderar o evitar las inundaciones aguas abajo de su localización.
Otras construcciones, llamados presa filtrante o tranques de relave, están hechas para acumular los residuos sólidos de la producción minera que son llevados al depósito por canales artificiales mezclándolos con agua, la que se acumula y escurre posteriormente. Según la ley chilena, esos depósitos son también embalses.: 82 
El término embalse puede ser sinónimo o referirse al cuerpo de agua que se acumula aguas arriba de la represa.

## Historia

### Represas antiguas
La construcción de las primeras represas tuvo lugar en Mesopotamia y en Oriente Medio. Las presas se utilizaban para controlar los niveles de agua, ya que el clima de Mesopotamia afectaba a los ríos Tigris y Éufrates.
La primera presa conocida es la Presa de Jawa en Jordania, 100 km al noreste de la capital Amán. Esta presa de gravedad contaba con un muro de piedra originalmente de 9 metros (29,5 pies) y 1 m (3,3 pies), sostenido por una muralla de tierra de 50 m (164 pies) de ancho. La estructura está datada en el año 3000 a. C.
La presa del Antiguo Egipto de Sadd el-Kafara en Wadi Al-Garawi, a unos 25 km al sur de El Cairo, tenía 102 m de largo en su base y 87 m de ancho. La estructura fue construida alrededor del año 2800 o 2600 a. C. como presa derivadora para controlar las inundaciones, pero fue destruida por las fuertes lluvias durante su construcción o poco después. Durante la Duodécima Dinastía en el siglo XIX a. C., los faraones Senosert III, Amenemhat III y Amenemhat IV excavaron un canal de 16 km (9,9 mi) longitud que unía el Oasis de Fayún con el Nilo en el Egipto Medio. Se construyeron dos presas llamadas Ha-Uar que corrían de este a oeste para retener el agua durante la inundación anual y luego liberarla en las tierras circundantes. El lago llamado Mer-wer o lago Birket Qarun cubría 1700 km² (656,4 mi²) y se conoce hoy en día como Birket Qarun.
A mediados de finales del tercer milenio antes de Cristo, se construyó un intrincado sistema de gestión del agua en Dholavira, en la actual India. El sistema incluía 16 embalses, presas y varios canales para recoger el agua y almacenarla.
Una de las maravillas de la ingeniería del mundo antiguo fue la Gran presa de Marib en Yemen. Iniciada en algún momento entre 1750 y 1700 a. C., estaba hecha de tierra compactada -de sección triangular, 580 m (634,3 yd) de longitud y originalmente 4 m (4,4 yd) de altura- que discurría entre dos grupos de rocas a ambos lados, a los que estaba unida por una importante obra de piedra. Se llevaron a cabo reparaciones durante varios periodos, sobre todo en torno al 750 a. C., y 250 años más tarde se aumentó la altura de la presa a 7 m (7,7 yd). Tras el fin del reino de Saba, la presa cayó bajo el control del  reino himyarita (c. 115 a. C.) que emprendieron nuevas mejoras, creando una estructura 14 m (15,3 yd) de altura, con cinco aliviaderos, dos compuertas reforzadas con mampostería, un estanque de decantación y un canal 1000 m (1093,6 yd) hasta un depósito de distribución. Estas obras no se terminaron hasta el año 325 d. C., cuando la presa permitió el riego de 25 000 acres (101,2 km²).
Eflatun Pınar es una presa y un templo de manantial hitita cerca de Konya, Turquía. Se cree que data del imperio hitita entre los siglos XV y XIII a. C..
La presa de Kallanai está construida en piedra sin labrar, con más de 300 m (328,1 yd) de largo, 4,5 m (4,9 yd) de alto y 20 m (21,9 yd) de ancho, a través de la corriente principal del río Kaveri en Tamil Nadu, Sur de la India. La estructura básica data del siglo II d. C. y se considera una de las estructuras de desviación o regulación del agua más antiguas que aún se utilizan. El objetivo de la presa era desviar las aguas del Kaveri a través de la fértil región del delta para el riego mediante canales.
El Du Jiang Yan es el sistema de riego más antiguo que se conserva en China y que incluía una presa que dirigía el flujo de agua. Se terminó de construir en el año 251 a. C. Una gran presa de tierra, realizada por Sunshu Ao, el primer ministro de Chu (estado), inundó un valle en el norte de la actual provincia de Anhui. Provincia de Anhui que creó un enorme embalse de irrigación (62 mi (99,8 km) de circunferencia), un embalse que sigue presente en la actualidad.

### Ingeniería romana

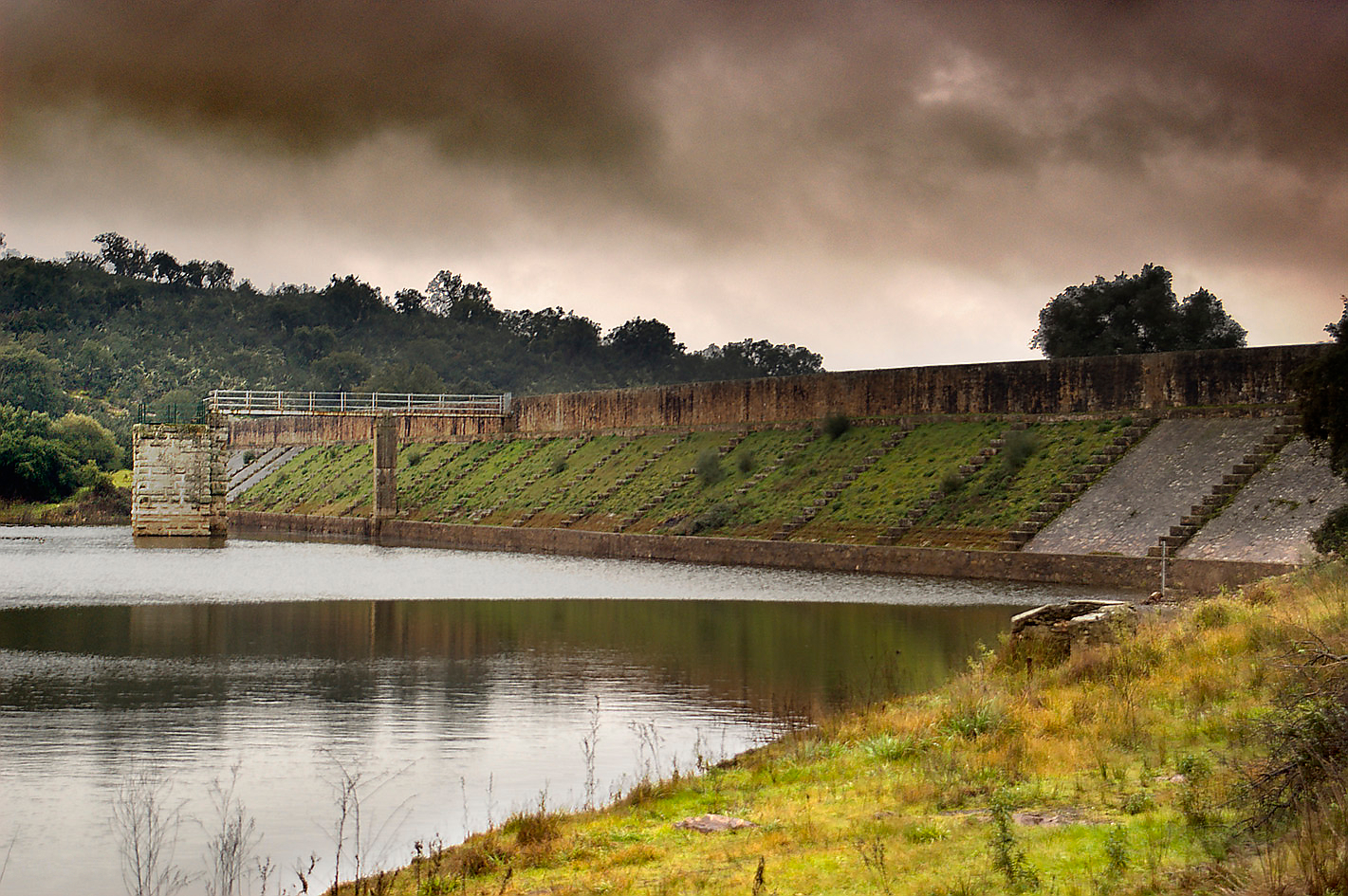
La presa romana de Cornalvo, en Extremadura, España, lleva en funcionamiento casi 2000 años

La construcción de presas romanas se caracterizó por "la capacidad de los romanos para planificar y organizar la construcción de ingeniería a gran escala". Los planificadores romanos introdujeron el entonces novedoso concepto de las grandes presas que podían asegurar un suministro de agua permanente para los asentamientos urbanos durante la estación seca. Su uso pionero del mortero a prueba de agua y, en particular, del hormigón romano permitió construir estructuras de presas mucho más grandes que las anteriores, como la presa del lago Homs, posiblemente la mayor barrera de agua hasta esa fecha, y la presa de Harbaqa, ambas en la Siria romana. La presa romana más alta fue la presa de Subiaco cerca de Roma. Su altura récord de 50 m (54,7 yd) permaneció insuperable hasta su destrucción accidental en 1305.
Los ingenieros romanos hicieron un uso rutinario de los antiguos diseños estándar, como las presas de terraplén y las presas de gravedad de mampostería. Aparte de eso, hicieron gala de un alto grado de inventiva, introduciendo la mayoría de los otros diseños básicos de presas que habían sido desconocidos hasta entonces. Entre ellos se encuentran las presas de arco-gravedad, presas de arco, presas de contrafuertes y presas de arco múltiple de contrafuertes, todas ellas conocidas y empleadas en el siglo II d. C. Las fuerzas de trabajo romanas también fueron las primeras en construir puentes-presa, como el  Puente de Valeriano en Irán.

### La Edad Media
En los Países Bajos, un país de baja altitud, a menudo se construían presas para bloquear los ríos con el fin de regular el nivel del agua y evitar que el mar entrara en los pantanos. Estas presas solían marcar el inicio de un pueblo o ciudad porque era fácil cruzar el río en ese lugar, y a menudo influían en los topónimos holandeses. La actual capital holandesa, Ámsterdam (antiguo nombre Amstelredam), comenzó con una presa en el río Amstel a finales del siglo XII, y Róterdam comenzó con una presa en el río  Rotte, un afluente menor del Nieuwe Maas. La plaza central de Ámsterdam, que cubre el emplazamiento original de la presa de 800 años de antigüedad, sigue llevando el nombre de plaza de la presa o simplemente la presa.

### Revolución industrial

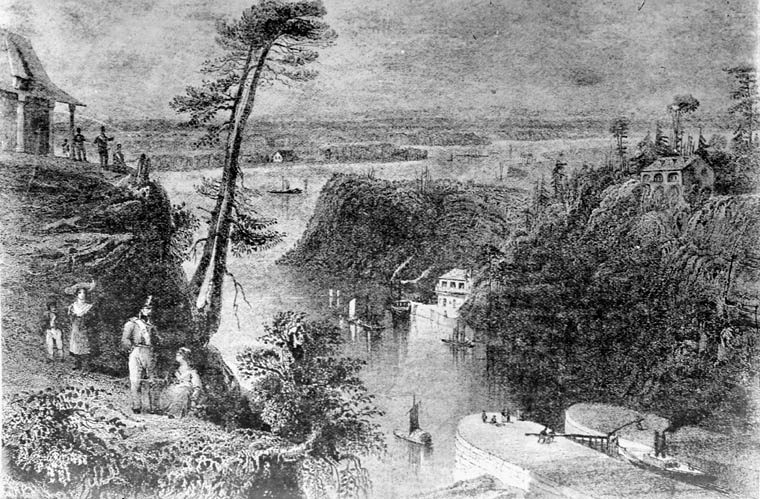
Un grabado de las esclusas del Canal Rideau en Bytown

Los romanos fueron los primeros en construir presas de arco, en las que la  fuerza de reacción del pilar estabiliza la estructura frente a la presión hidrostática externa, pero no fue hasta el siglo XIX cuando los conocimientos de ingeniería y los materiales de construcción disponibles permitieron construir las primeras presas de arco a gran escala.
A principios del siglo XIX se construyeron tres presas de arco pioneras en todo el Imperio británico. Henry Russel, de los Ingenieros Reales, supervisó la construcción de la presa Mir Alam en 1804 para suministrar agua a la ciudad de  Hyderabad (todavía se utiliza en la actualidad). Tenía una altura de 12 m (13,1 yd) y constaba de 21 arcos de luz variable.
En las décadas de 1820 y 30, el teniente coronel John By supervisó la construcción del canal Rideau en Canadá, cerca de la actual Ottawa, y construyó una serie de presas curvas de mampostería como parte del sistema de vías navegables. En particular, la presa de Jones Falls, construida por John Redpath, se completó en 1832 como la mayor presa de América del Norte y una maravilla de la ingeniería. Para mantener el agua bajo control durante la construcción, se mantuvieron abiertas en la presa dos esclusas, canales artificiales para conducir el agua. La primera estaba cerca de la base de la presa, en su lado este. Una segunda esclusa se colocó en el lado oeste de la presa, unos 20 pies (6,1 m) por encima de la base. Para hacer el cambio de la esclusa inferior a la superior, se bloqueó la salida del Lago de Arena.

### Era moderna

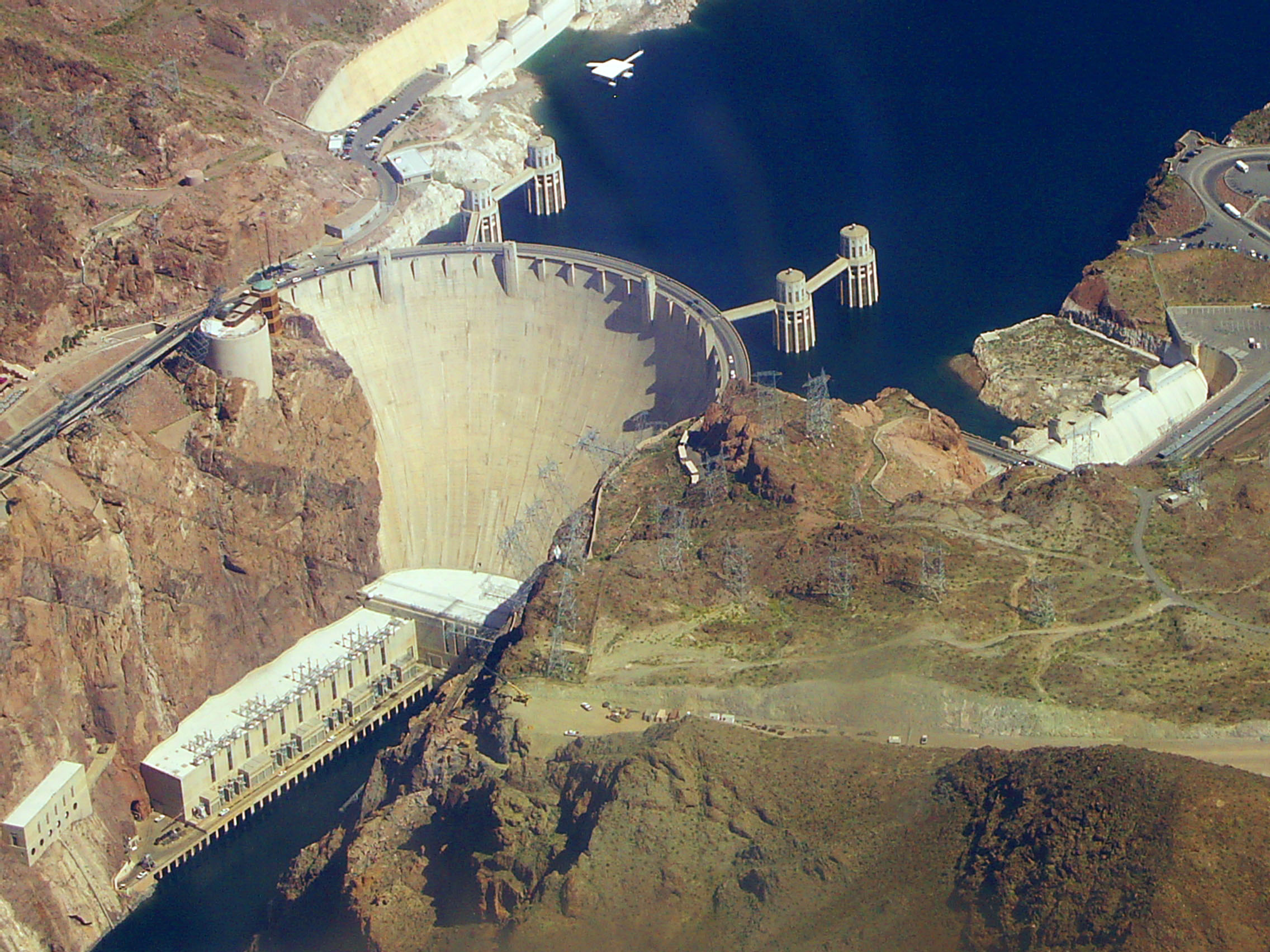
La presa Hoover, en la frontera entre Arizona y Nevada, EE. UU., de tipo arco gravedad

La era de las grandes presas se inició con la construcción de la presa de Asuán en Egipto en 1902, una presa de mampostería por gravedad, presa de contrafuertes en el río Nilo. Tras la invasión y ocupación de Egipto de 1882, los británicos iniciaron la construcción en 1898. El proyecto fue diseñado por Sir William Willcocks y en él participaron varios ingenieros eminentes de la época, entre ellos Sir Benjamin Baker y Sir John Aird, cuya firma, John Aird & Co., fue el principal contratista. El capital y la financiación fueron aportados por Ernest Cassel. Cuando se construyó inicialmente, entre 1899 y 1902, no se había intentado nunca nada de su envergadura. Al terminar, era la mayor presa de mampostería del mundo.
La presa Hoover es una enorme Presa de arco gravedad de hormigón, construida en el Cañón Negro del Río Colorado, en la frontera entre los estados norteamericanos de Arizona y Nevada entre 1931 y 1936 durante la Gran Depresión. En 1928, el Congreso autorizó el proyecto para construir una presa que controlara las inundaciones, proporcionara agua de riego y produjera energía hidroeléctrica. La oferta ganadora para construir la presa fue presentada por un consorcio llamado Six Companies, Inc. Nunca se había construido una estructura de hormigón tan grande, y algunas de las técnicas no estaban probadas. El tórrido clima veraniego y la falta de instalaciones cerca del lugar también presentaban dificultades. No obstante, Six Companies entregó la presa al gobierno federal el 1 de marzo de 1936, más de dos años antes de lo previsto.[cita requerida]
En 1997, se estimaba que había 800 000 presas en todo el mundo, unas 40 000 de ellas de más de 15 m (16,4 yd) altura. En 2014, académicos de la Universidad de Oxford publicaron un estudio sobre el coste de las grandes presas -basado en el mayor conjunto de datos existente- en el que se documentaban importantes sobrecostes en la mayoría de las presas y se cuestionaba si los beneficios suelen compensar los costes de las mismas.

## Términos usados en represas

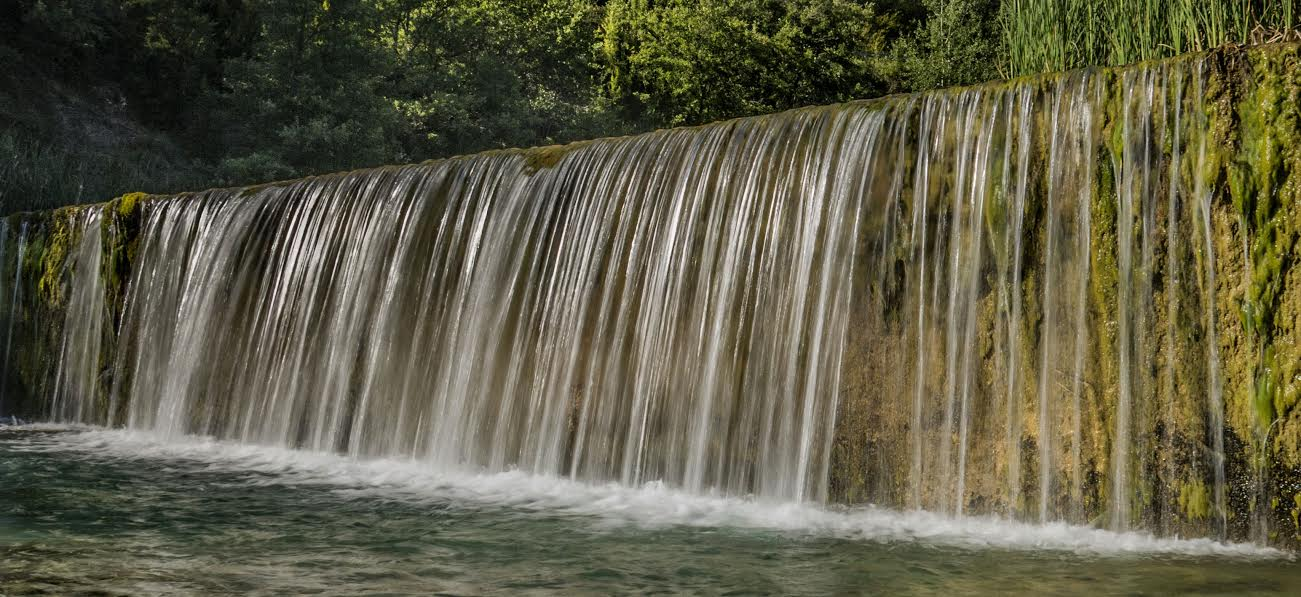
Pequeña represa sobre el río Isábena, Aragón, España

- El embalse: es el volumen de agua que queda retenido por la presa.
- El dique: es una pared artificial o natural que detiene a un cuerpo de agua.
- El vaso: es la parte del valle que, inundándose, contiene el agua embalsada.
- La cerrada o boquilla: es el punto concreto del terreno donde se construye la presa.
- La presa o cortina: propiamente dicha, cuyas funciones básicas son, por un lado garantizar la estabilidad de toda la construcción, soportando un empuje hidrostático del agua, y por otro no permitir la filtración del agua. A su vez, en la presa se distingue:
  - Los paramentos, caras o taludes: son las dos superficies más o menos verticales principales que limitan el cuerpo de la presa, el interior o de aguas arriba, que está en contacto con el agua, y el exterior o de aguas abajo.
  - La coronación o coronamiento: es la superficie que delimita la presa superiormente.
  - Los estribos o empotramientos: son los laterales del muro que están en contacto con la cerrada contra la que se apoya.
  - La cimentación: es la parte de la estructura de la presa, a través de la cual se transmiten las cargas al terreno, tanto las producidas por la presión hidrostática como las del peso propio de la estructura.
- El aliviadero o vertedero: es la estructura hidráulica por la que rebosa el agua excedente cuando la presa ya está llena.
- Las compuertas: son los dispositivos mecánicos destinados a regular el caudal de agua a través de la presa.
- El desagüe de fondo o descargador de fondo: permite mantener el denominado caudal ecológico aguas abajo de la presa y vaciar la presa en caso de ser necesario (por ejemplo, durante emergencias por posible fallo de la presa).
- Las tomas: son utilizadas para extraer agua de la presa para un cierto uso, como puede ser abastecimiento a una central hidroeléctrica o a una ciudad.
- Las esclusas: permiten la navegación "a través" de la presa.
- La escala o escalera de peces: permite la migración de los peces en sentido ascendente de la corriente (en algunos casos se instalan ascensores para peces).

## Tipos de presas
Los diferentes tipos de presas responden a las diversas posibilidades de cumplir la doble exigencia de resistir el empuje del agua y evacuarla cuando sea preciso. En cada caso, las características del terreno y los usos que se le quiera dar al agua, condicionan la elección del tipo de presa más adecuado.
Existen numerosas clasificaciones, dependiendo de si son fijas o móviles (hinchables, por ejemplo), su forma o manera de transmitir las cargas a las que se ve sometida y los materiales empleados en la construcción. Las presas hinchables, basculantes y pivotantes suelen ser de mucha menor entidad. 

### Según su estructura

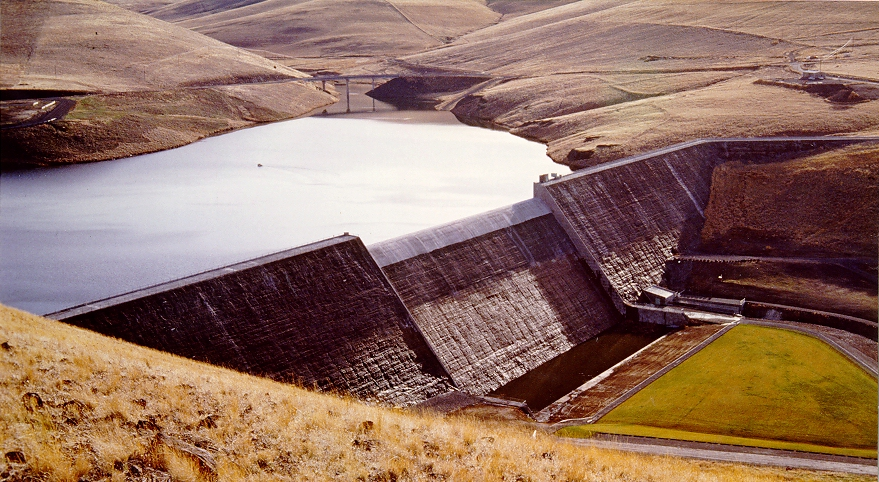
La presa Willow Creek, en Oregón, Estados Unidos, de tipo gravedad, realizada con hormigón compactado con rodillo

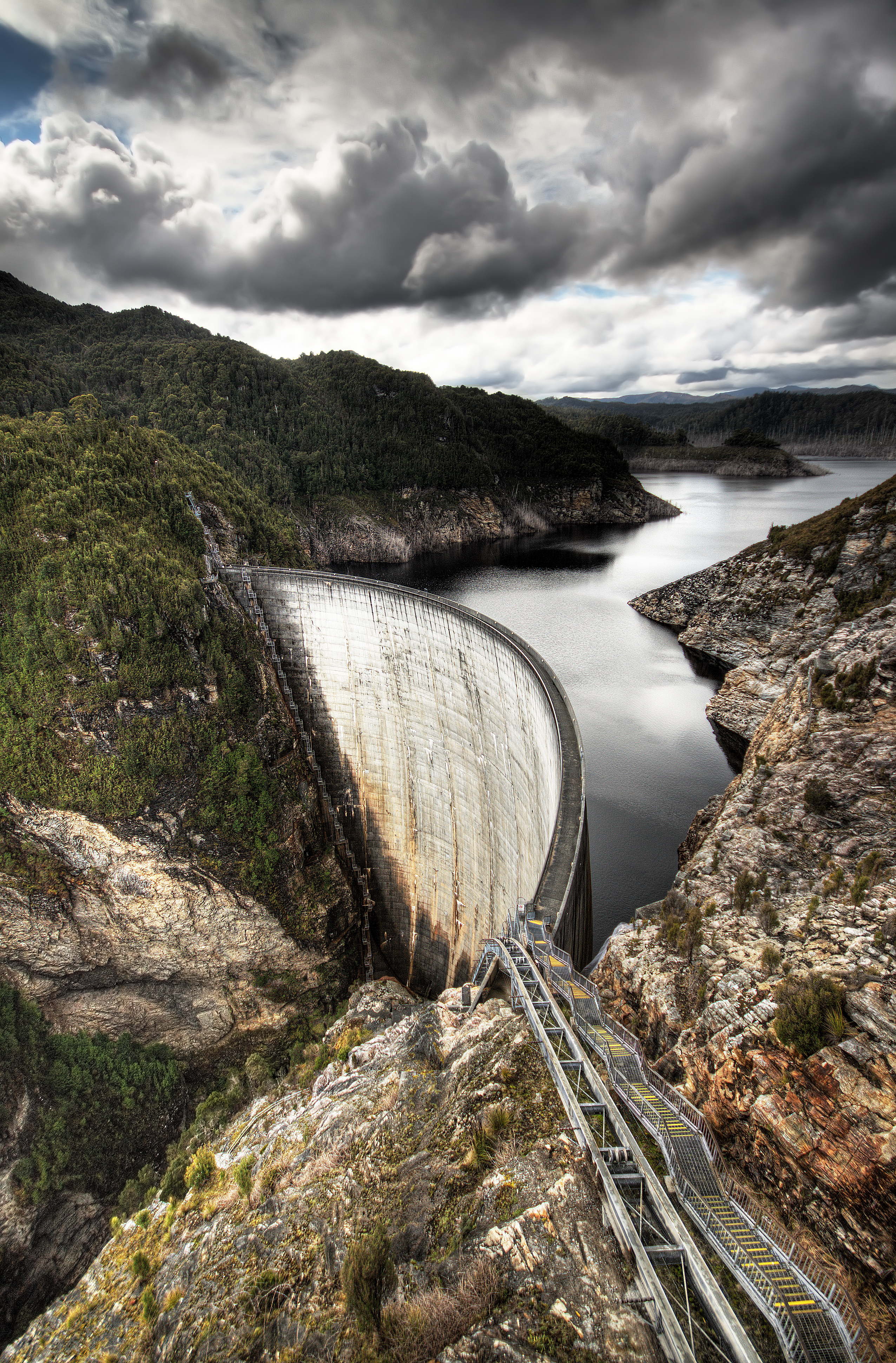
La presa Gordon, en Tasmania, Australia, de de tipo arco

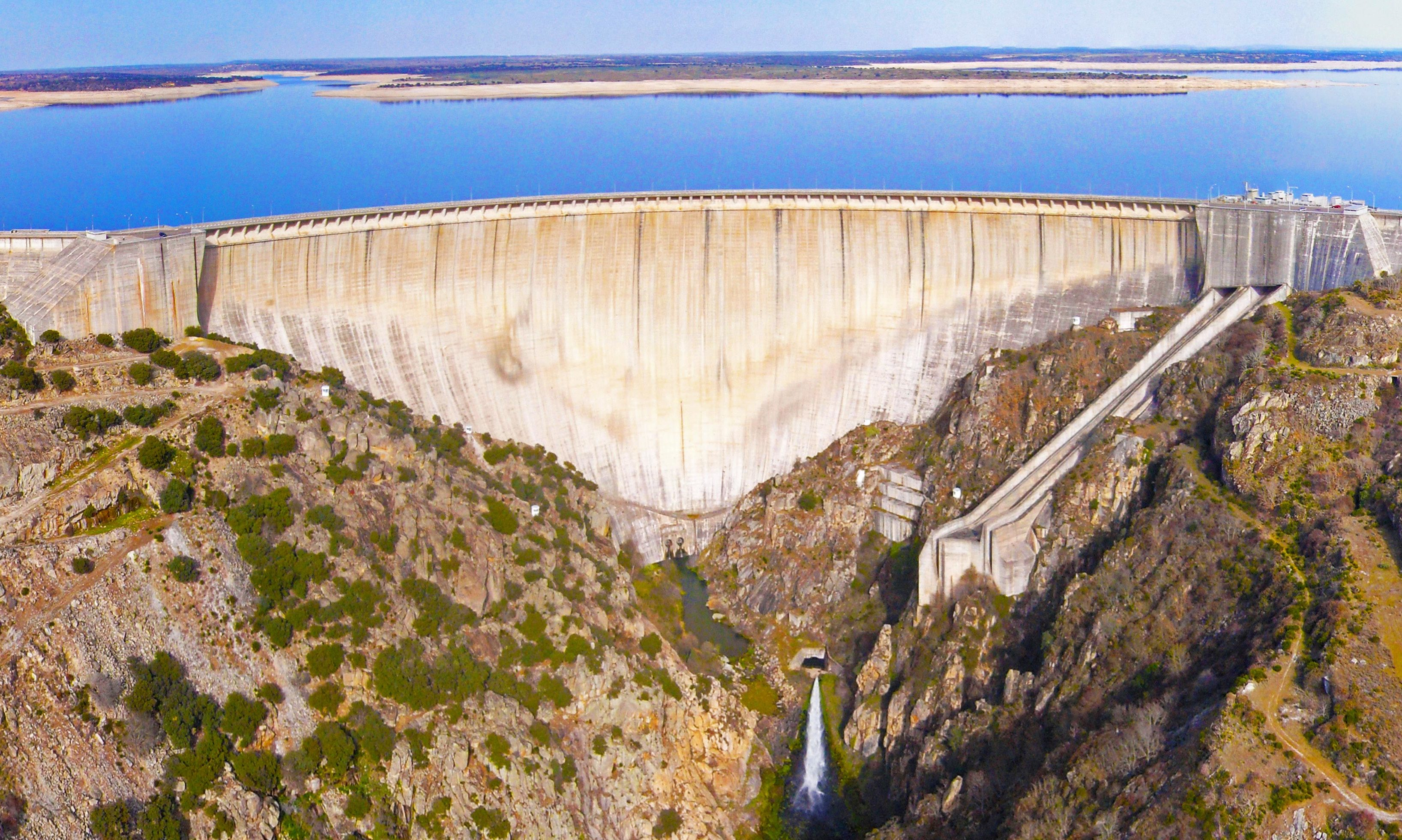
La presa de Almendra, en Castilla y León, España, de tipo bóveda

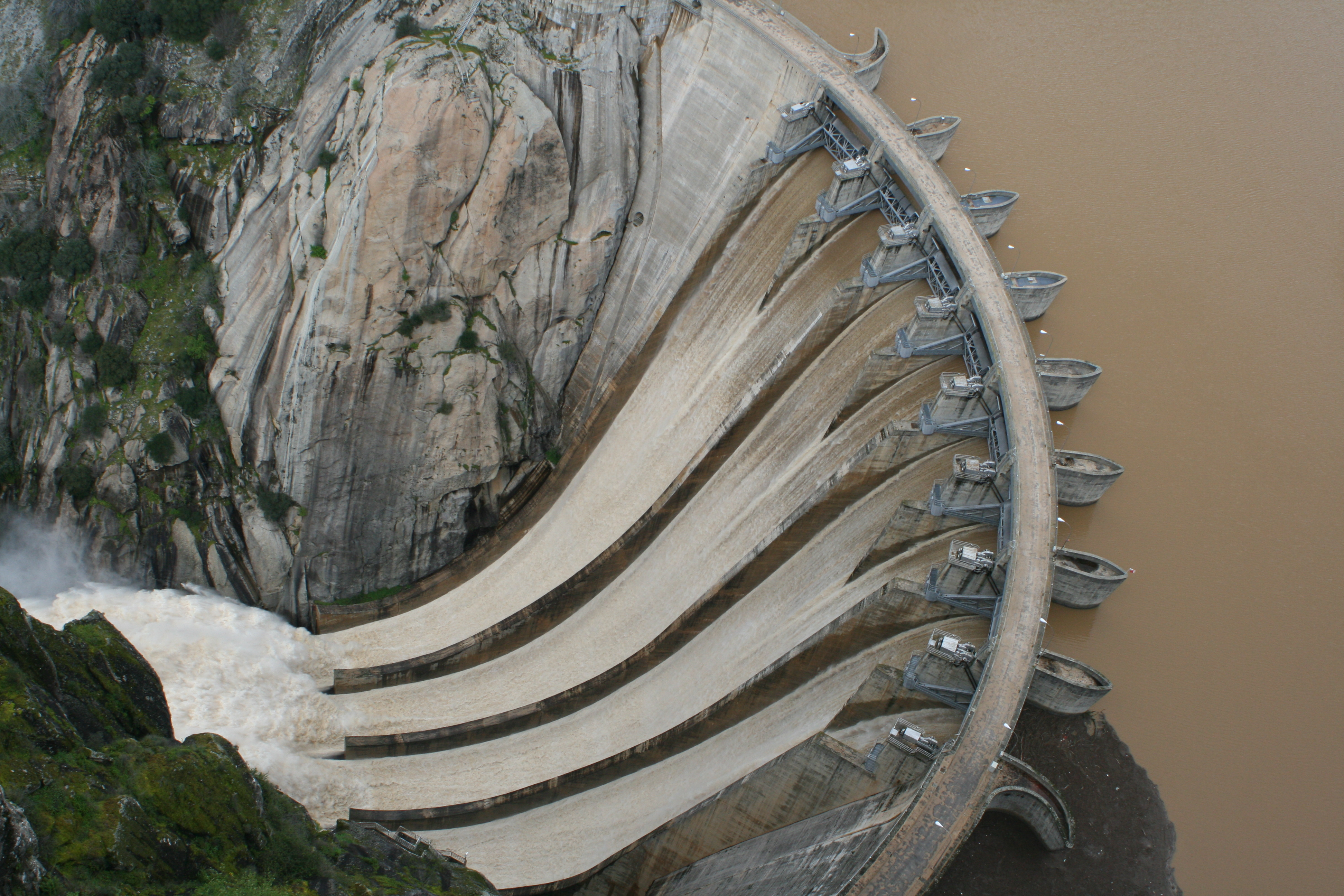
La presa de Aldeadávila, en la frontera entre España y Portugal, de tipo arco gravedad, cuenta con la central más productiva de España

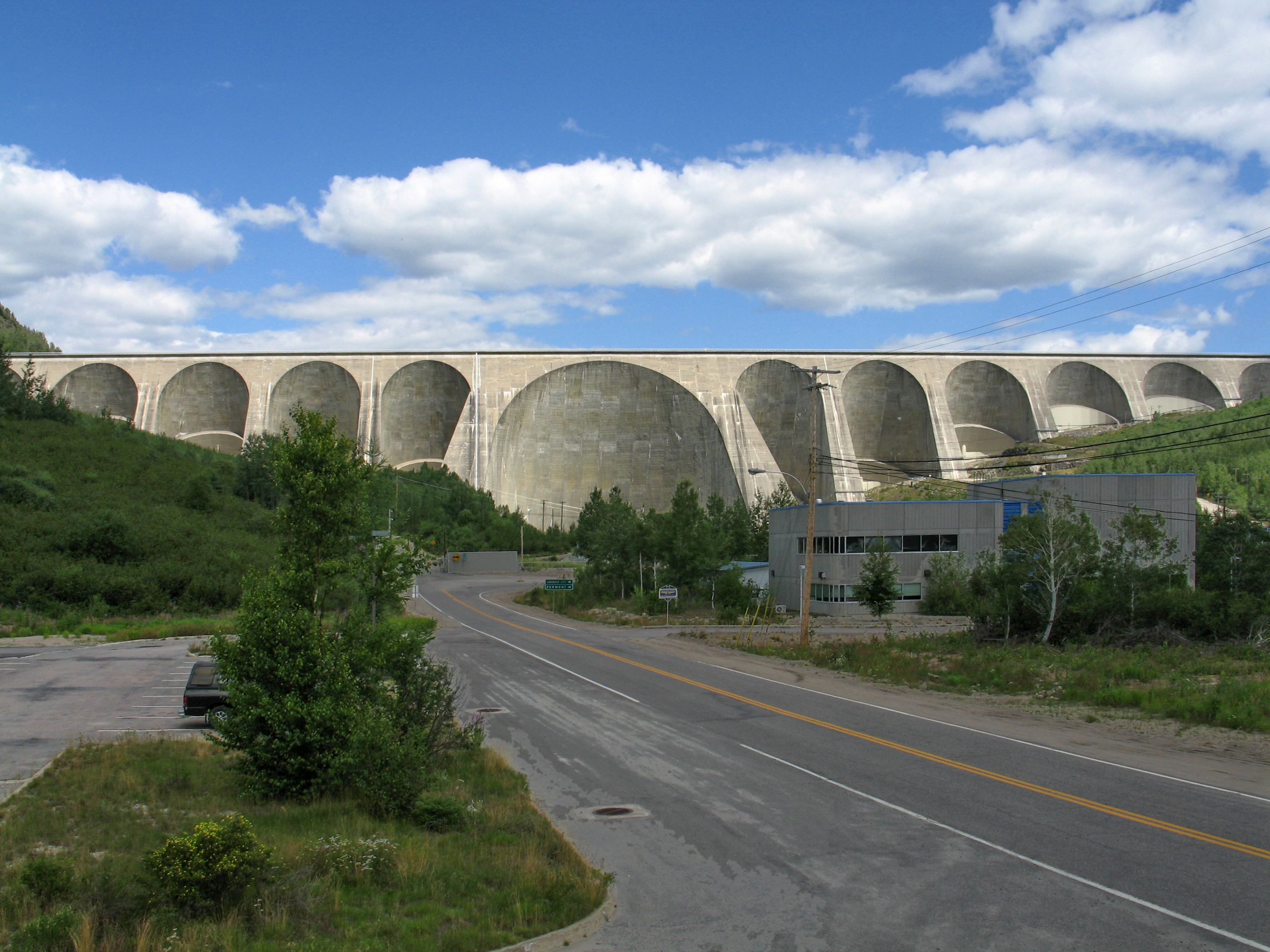
La presa Daniel-Johnson, en Quebec, Canadá, de contrafuertes

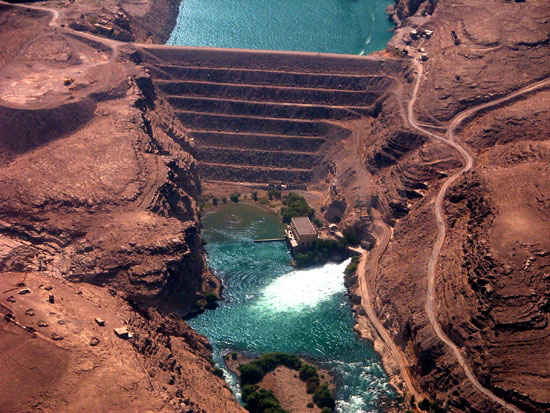
Las presas de materiales sueltos se construyen a veces en lugares donde es difícil la elaboración de otros materiales. En la imagen la presa de Kajaki, en Afganistán

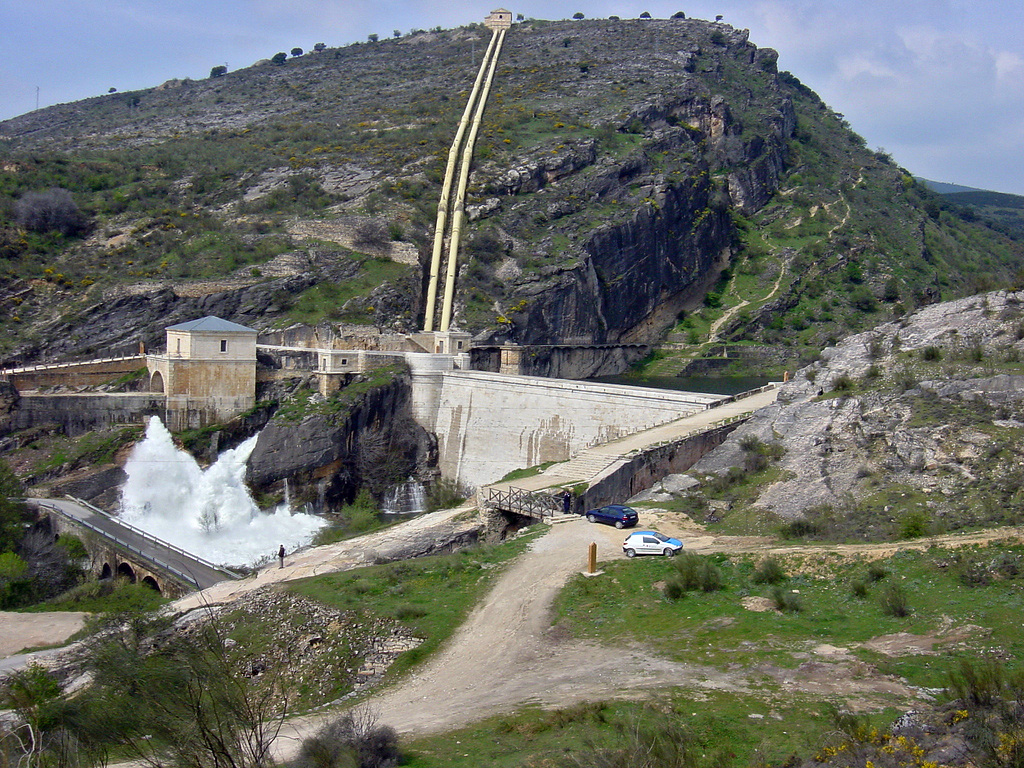
El Pontón de la Oliva, en Madrid, España, hecha de sillería

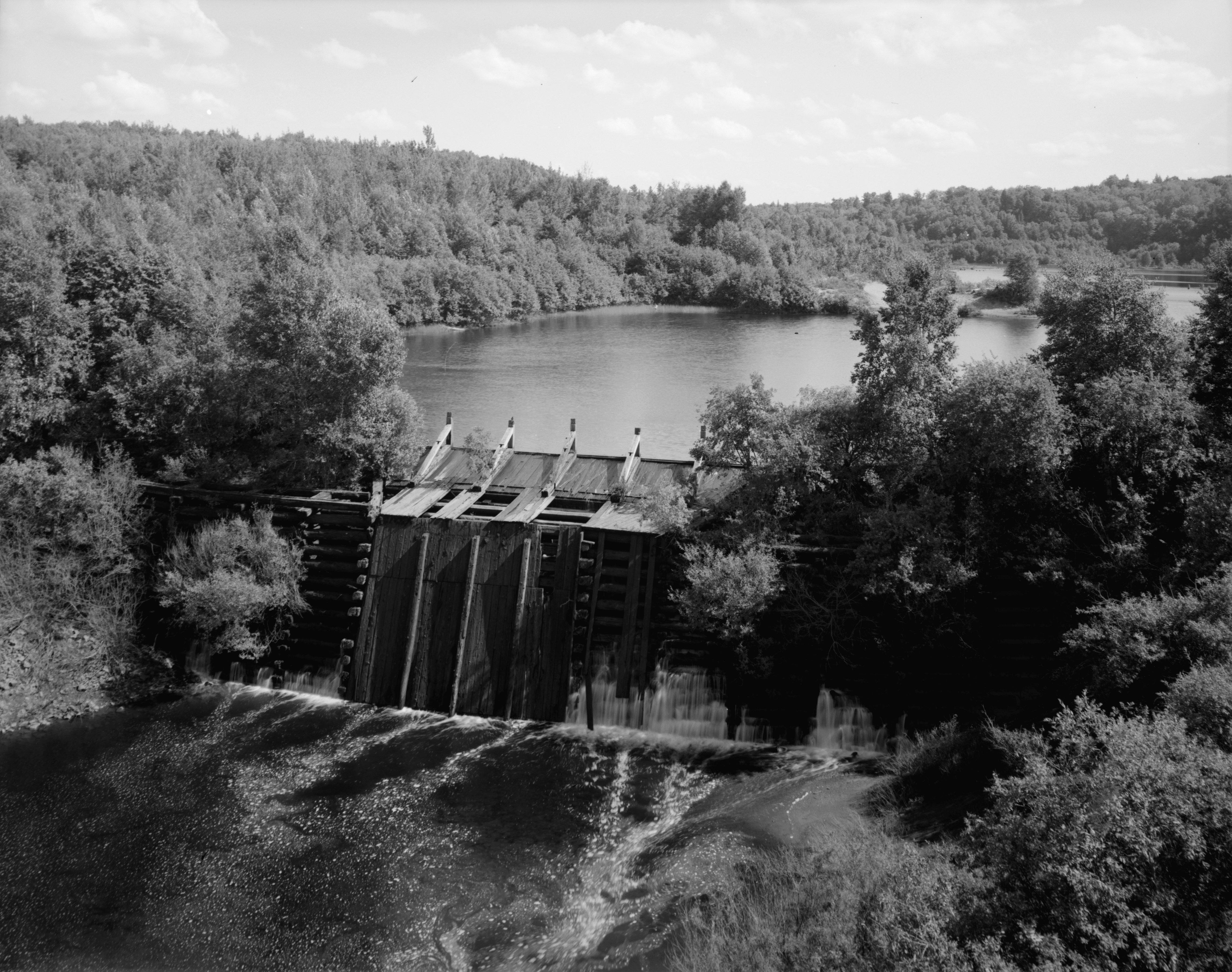
La presa Redridge, en Míchigan, Estados Unidos, fue construida de madera en 1894 y substituida por una de acero en 1901

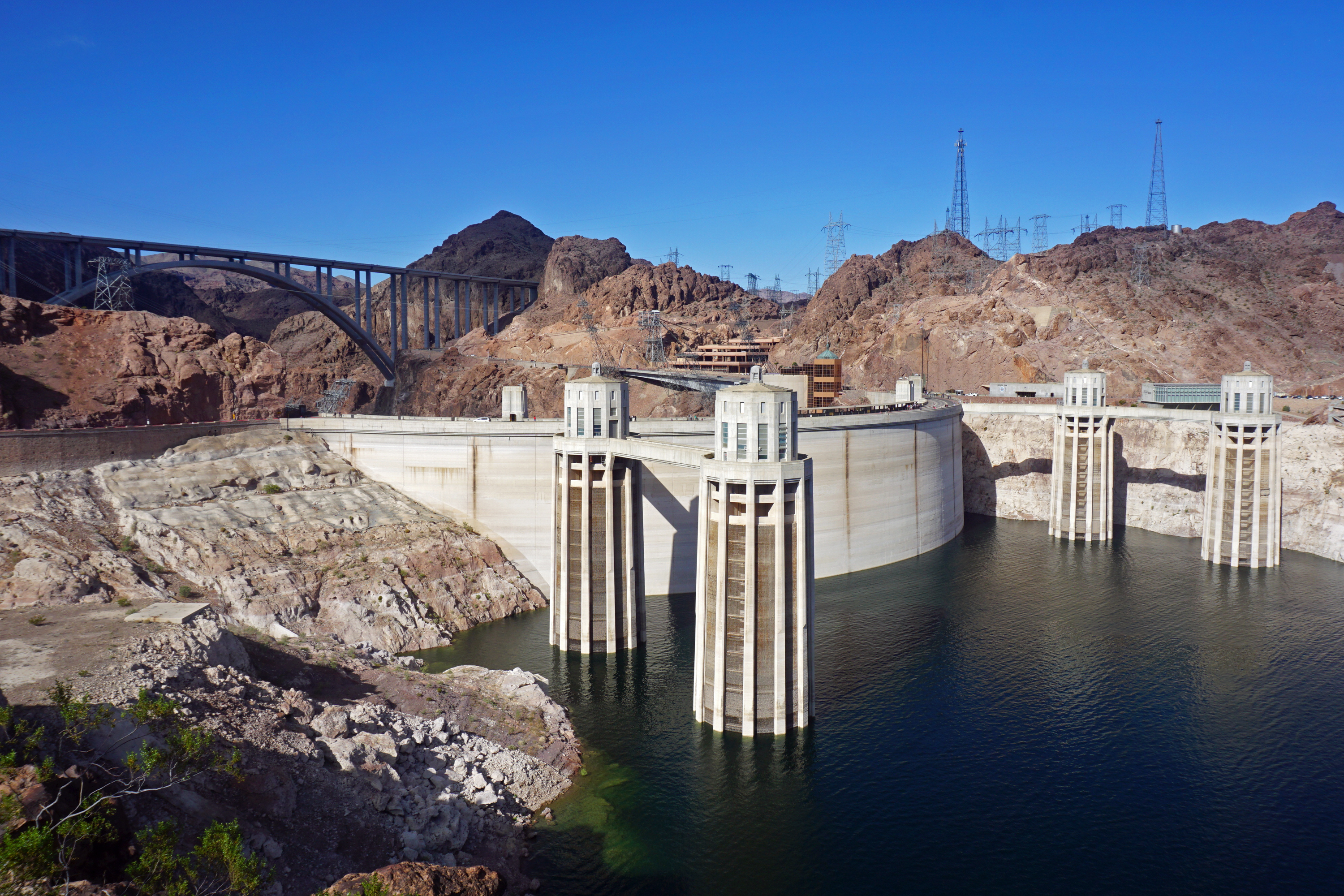
Torres de captación de la presa Hoover, y el nuevo puente Mike O'Callaghan–Pat Tillman Memorial arriba a la izquierda, EE. UU.

#### Presa de gravedad
La presa de gravedad es aquella en la que su propio peso es el encargado de resistir el empuje del agua. El empuje del embalse es transmitido hacia el suelo, por lo que este debe ser suficientemente estable para soportar el peso de la presa y del embalse. Constituyen las presas de mayor durabilidad y que menor mantenimiento requieren.
Dentro de las presas de gravedad existen:
- De escollera o materiales sueltos: de tierra o suelo homogéneo, tierra zonificada, CFRD (enrocado con losa de hormigón) y otros.

- De hormigón: tipo HCR (hormigón compactado con rodillos) y hormigón convencional.

Su estructura recuerda a la de un triángulo isósceles ya que su base es ancha y se va estrechando a medida que se asciende hacia la parte superior aunque en muchos casos el lado que da al embalse es casi vertical. La razón por la que existe una diferencia notable en el grosor del muro a medida que aumenta la altura de la presa se debe a que la presión en el fondo del embalse es mayor que en la superficie. De esta forma, el muro tendrá que soportar más presión en el lecho del cauce que en la superficie. La inclinación sobre la cara aguas arriba hace que el peso del agua sobre la presa incremente su estabilidad.

#### Presa de arco
La presa de arco es aquella en la que su propia forma es la encargada de resistir el empuje del agua. Debido a que la presión se transfiere en forma muy concentrada hacia las laderas de la cerrada, se requiere que esta sea de roca muy dura y resistente. Constituyen las presas más innovadoras en cuanto al diseño y que menor cantidad de hormigón se necesita para su construcción. La primera presa de arco de la que se tiene noticia es situada en Vallon de Baume, realizada por los romanos cerca de Glanum (Francia).

##### Presa de bóveda
La presa de bóveda, doble arco, o arco de doble curvatura es aquella que tiene curvatura en el plano vertical y en el plano horizontal, también se denomina de bóveda. Para lograr sus complejas formas se construyen con hormigón y requieren gran habilidad y experiencia de sus constructores, que deben recurrir a sistemas constructivos poco comunes.

##### Presa de bóvedas múltiples o contrafuertes
Cuando los taludes están demasiado separados, o cuando el material local es tan compacto que es casi imposible extraerlo, el diseño con contrafuertes permite crear un dique con un gran ahorro de material.
Uno de los ejemplos más destacados de este tipo es la presa Daniel-Johnson, en Quebec, Canadá, terminada en 1968 como parte del proyecto Manic-Outardes. Con 214 m de altura y 1312 m de ancho, la presa, diseñada por André Coyne, se apoya en dos contrafuertes centrales separados 160 m en su base. Los 13 arcos laterales forman medios cilindros inclinados separados 76 m. Más allá de las consideraciones estéticas, la empresa constructora eligió construir una presa con contrafuertes por razones económicas. Según los estudios de diseño, la construcción de la estructura requirió algo más de 2,2 millones de m³ de hormigón, cinco veces menos que una presa pesada.

##### Presa de arco gravedad
La presa de arco gravedad es aquella que combina características de las presas de arco y las presas de gravedad y se considera una solución de compromiso entre los dos tipos. Tiene forma curva para dirigir la mayor parte del esfuerzo contra las paredes de un cañón o un valle, que sirven de apoyo al arco de la presa. Además, el muro de contención tiene más espesor en la base y el peso de la presa permite soportar parte del empuje del agua. Este tipo de presa precisa menor volumen de relleno que una presa de gravedad.

#### Presa-puente
La presa-puente combina dos características, por un lado está la presa y sobre esta un puente elevado. Este tipo de presa-puente fue propuesta en el contexto de un proyecto megalómano para unir Europa y África a través del estrecho de Gibraltar.

### Según sus materiales

#### Presas de hormigón
La presas de hormigón son las más utilizadas en los países desarrollados ya que con este material se pueden elaborar construcciones más estables y duraderas; debido a que su cálculo es del todo fiable frente a las producidas en otros materiales. Normalmente, todas las presas de tipo gravedad, arco y contrafuerte están hechas de este material. Algunas presas pequeñas y las más antiguas son de ladrillo, de sillería y de mampostería. En España, el 67 % de las presas son de gravedad y están hechas con hormigón ya sea con o sin armaduras de acero.
La presa de las Tres Gargantas situada en el curso del río Yangzi, en China, es la planta hidroeléctrica y de control de inundaciones más grande del mundo. Se terminó en el año 2009. Una docena de ciudades y miles de pueblos fueron engullidos por las aguas, obligando a desplazarse a más de un millón y medio de personas.
Pueden ser de hormigón masivo convencional o compactado con rodillo.

#### Presas de materiales sueltos
Las presas de materiales sueltos son las más utilizadas en los países subdesarrollados ya que son menos costosas y suponen el 77 % de las que podemos encontrar en todo el planeta. Son aquellas que consisten en un relleno de tierras, que aportan la resistencia necesaria para contrarrestar el empuje de las aguas. Los materiales más utilizados en su construcción son piedras, gravas, arenas, limos y arcillas aunque dentro de todos estos los que más destacan son las piedras y las gravas. En España solo suponen el 13 % del total.
Este tipo de presas tienen componentes muy permeables, por lo que es necesario añadirles un elemento impermeabilizante. Además, estas estructuras resisten siempre por gravedad, pues la débil cohesión de sus materiales no les permite transmitir los empujes del agua al terreno. Este elemento puede ser arcilla (en cuyo caso siempre se ubica en el corazón del relleno) o bien una pantalla de hormigón, la cual se puede construir también en el centro del relleno o bien aguas arriba. Estas presas tienen el inconveniente de que si son rebasadas por las aguas en una crecida, corren el peligro de desmoronarse y arruinarse. En España es bien recordado el accidente de la presa de Tous conocido popularmente como la Pantanada de Tous.
Existen de escollera, de núcleo de arcilla, con pantalla asfáltica, con pantalla de hormigón o homogénea.

#### Presas de enrocamiento con cara de hormigón
Este tipo de presas en ocasiones es clasificada entre las de materiales sueltos; pero su forma de ejecución y su trabajo estructural son diferentes. El elemento de retención del agua es una cortina formada con fragmentos de roca de varios tamaños, que soportan en el lado del embalse una cara de hormigón la cual es el elemento impermeable. La pantalla o cara está apoyada en el contacto con la cimentación por un elemento de transición llamado plinto, que soporta a las losas de hormigón. Este tipo de estructura fue muy utilizado entre 1940 y 1950 en cortinas de alturas intermedias y cayó en desuso hasta finales del siglo XX, cuando fue retomado por los diseñadores y constructores al disponer de mejores métodos de realización y equipos de construcción más eficientes.

#### Presas de sillera o mampostería
Son aquellas construidas mediante la colocación manual o a máquina de los elementos que las componen, denominados sillares o mampuestos.

#### Presas de madera
Las presas de madera se utilizaron ampliamente en la primera parte de la revolución industrial y en las zonas fronterizas debido a la facilidad y rapidez de su construcción. Rara vez se construyen en los tiempos modernos debido a su vida útil relativamente corta y a la altura limitada a la que pueden ser construidas. Las presas de madera deben mantenerse constantemente húmedas para mantener sus propiedades de retención de agua y limitar el deterioro por putrefacción, similar a un barril. Los lugares en los que resulta más económico construir presas de madera son aquellos en los que la madera es abundante, el cemento es costoso o difícil de transportar, requiere una presa de desviación de baja altura y la corta vida útil no es un problema. Las presas de madera fueron en su día bastante numerosas, especialmente en el oeste de América del Norte, pero la mayoría han acabado desapareciendo, se han ocultado bajo terraplenes de tierra o han sido reemplazadas por estructuras totalmente nuevas. 

#### Presas de acero
Una presa de acero es un tipo de presa con el que se experimentó a principios del siglo XX y que utiliza chapa de acero (en ángulo) y vigas de carga como estructura. Destinadas a ser estructuras permanentes, las presas de acero fueron un experimento, que podría decirse que fracasó, para determinar si se podía concebir una técnica de construcción más barata que la mampostería, el hormigón o los movimientos de tierra, pero más resistente que las presas de madera.

### Según su aplicación

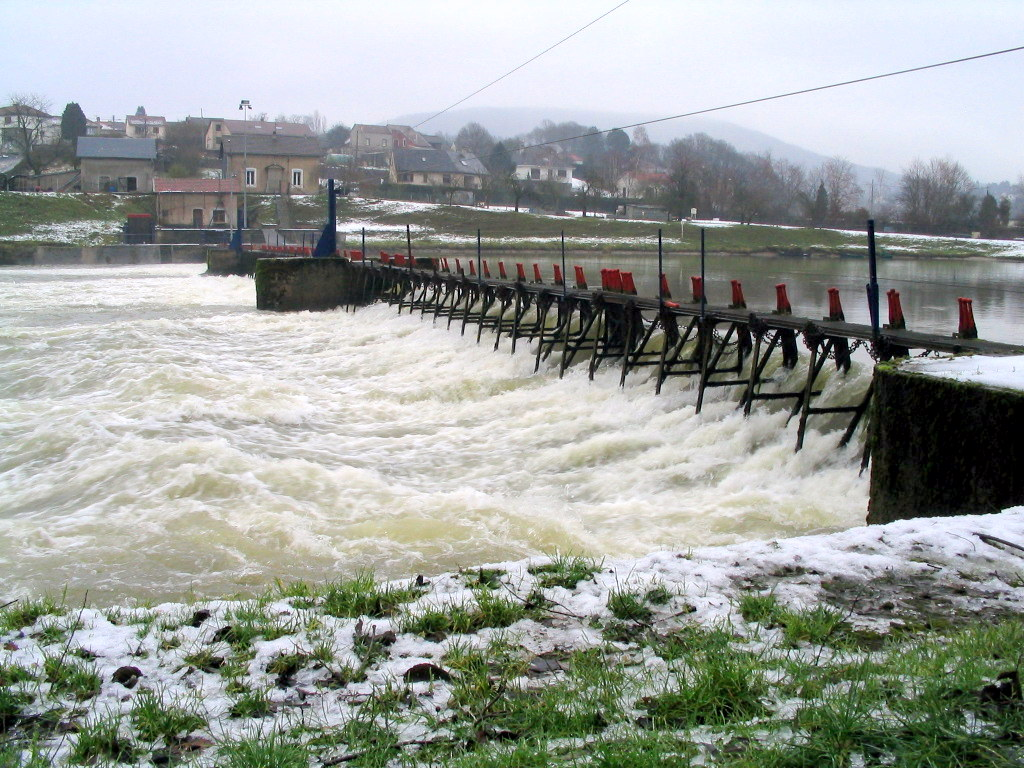
Presa de derivación en el río Mosa, Alemania. La estructura crea un pequeño represamiento para garantizar el funcionamiento de la bocatoma, en la margen derecha

#### Presas filtrantes
La presas filtrantes o diques de retención son aquellas que tienen la función de retener sólidos, desde material fino, hasta rocas de gran tamaño, transportadas por torrentes en áreas montañosas, permitiendo sin embargo el paso del agua.

#### Presas de control de avenidas
Las presas de control de avenidas son aquellas cuya finalidad es la de laminar el caudal de las avenidas torrenciales, con el fin de que no se cause daño a los terrenos situados aguas abajo de la presa en casos de fuerte tormenta.

#### Presas de derivación
Las presas de derivación son aquellas cuyo objetivo principal de estas es elevar la cota del agua para hacer factible su derivación, controlando la sedimentación del cauce de forma que no se obstruyan las bocatomas de derivación. Este tipo de presas son, en general, de poca altura ya que el almacenamiento del agua es un objetivo secundario.

#### Presas de almacenamiento
Las presas de almacenamiento son aquellas cuyo objetivo principal de estas es retener el agua para su uso regulado en irrigación, generación eléctrica, abastecimiento a poblaciones, recreación o navegación, formando grandes vasos o lagunas artificiales. El mayor porcentaje de presas del mundo, las de mayor capacidad de embalse y mayor altura de cortina corresponden a este objetivo.

#### Presas de relaves
Las presas de relaves o jales (México) son estructuras de retención de sólidos sueltos y líquidos de desecho, producto de la explotación minera, los cuales son almacenados en vasos para su decantación. Por lo común son de menores dimensiones que las presas que retienen agua, pero en algunos casos corresponden a estructuras que contienen enormes volúmenes de estos materiales. Al igual que las presas hidráulicas tienen cortina (normalmente del mismo tipo de material), vertedero, y en vez de tener una obra de toma o bocatoma poseen un sistema para extraer los líquidos.

## Elementos constructivos

### Planta de generación de energía

Sección transversal de una central hidroeléctrica

Para 2005 la energía hidroeléctrica, principalmente proveniente de represas, aportaba el 19 % de la energía eléctrica total del mundo, y más del 63 % de toda la energía renovable. Gran parte de esta energía es producida en grandes presas, aunque China use generación a pequeña escala, el conjunto total del país representa el 50 % de toda la energía hidroeléctrica producida en el mundo.
La mayor parte de la energía hidroeléctrica proviene de la energía potencial proveniente del agua embalsada que es conducida a una turbina hidráulica y esta a su vez transmite la energía mecánica a un generador eléctrico. Con el fin de impulsar al fluido y mejorar la capacidad de generación de la presa, el agua se hace correr a través de una gran tubería llamada tubería de carga especialmente diseñada para reducir las pérdidas de energía que se pudieran producir. Existen centrales que son capaces de retornar el agua hacia la presa mediante bombas, o mediante la misma turbina funcionando como bomba, en los momentos de menor demanda eléctrica e impulsar posteriormente esta agua en los momentos de mayor demanda eléctrica. A estas centrales se les denomina centrales hidroeléctricas reversibles o centrales de bombeo.

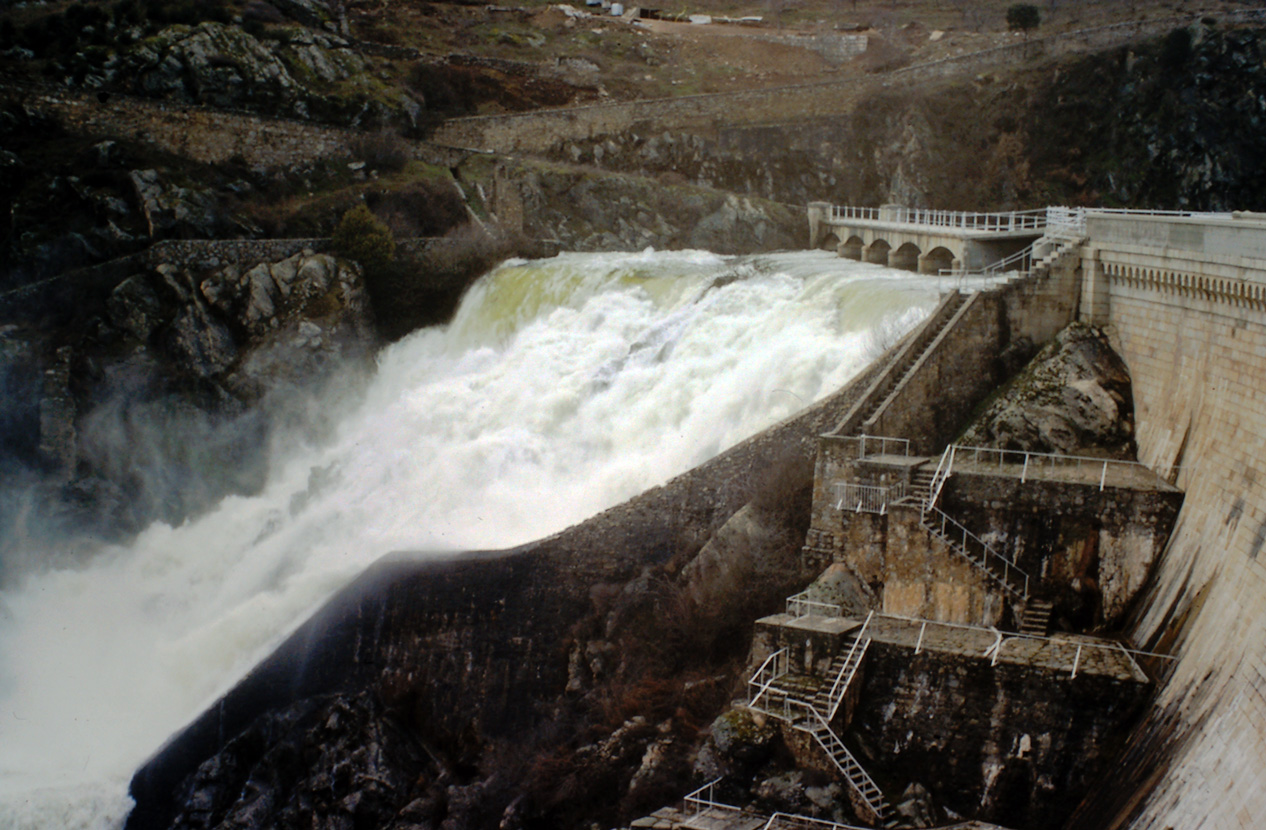
Aliviadero de la presa de El Villar, en la Comunidad de Madrid, España, que aprovecha la pared granítica del cañón del río para conducir el agua

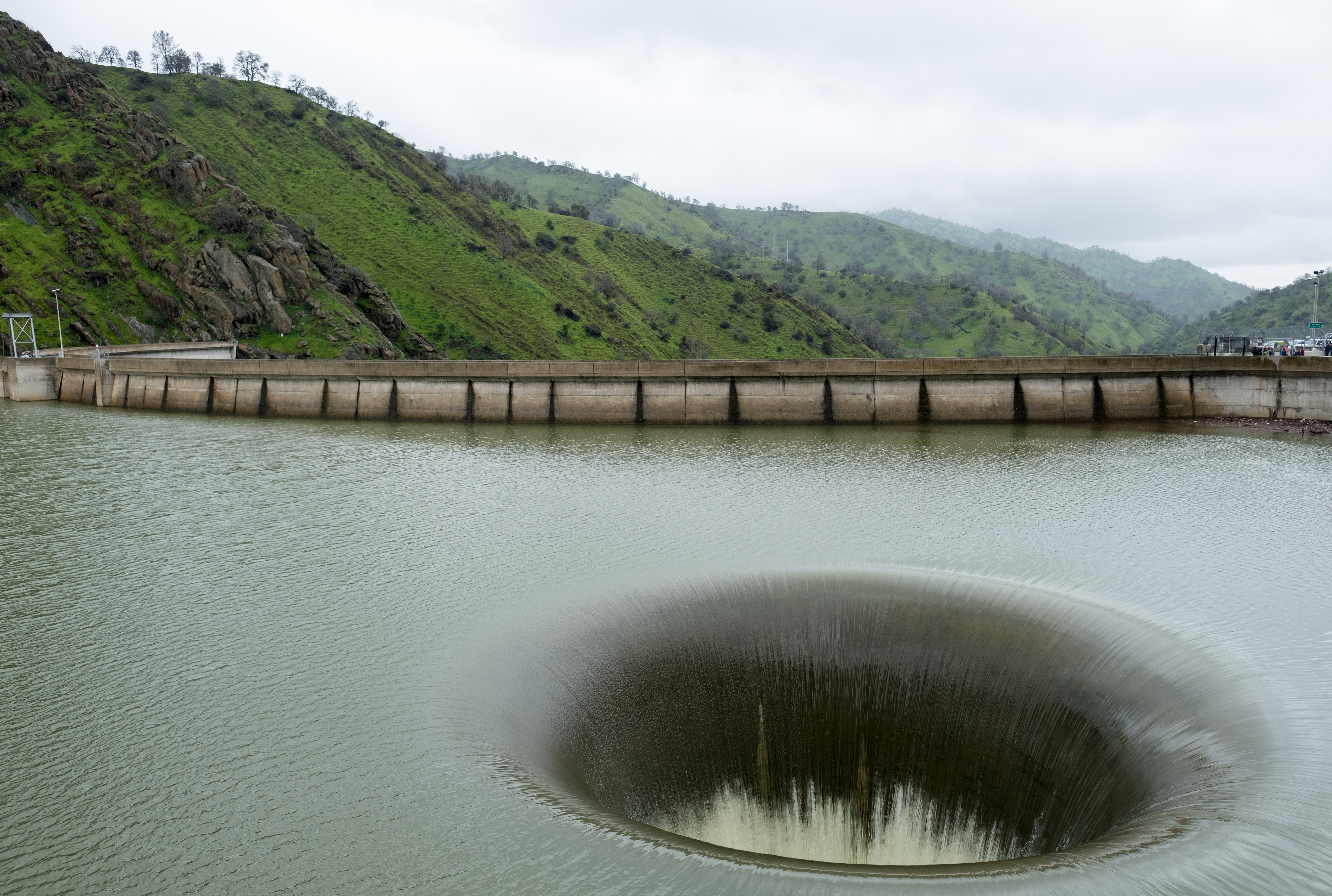
Sumidero del embalse de Berryessa, California, Estados Unidos

### Aliviaderos
Toda presa tiene que tener un sistema para evacuar el agua en caso de lluvias torrenciales que puedan llenarla hasta límites peligrosos.

## Impacto humano y social
El impacto de las presas en las sociedades humanas es significativo. Por ejemplo, la presa de las Tres Gargantas en el Río Yangtze en China creará un embalse de 600 km de largo. Su construcción implica el desplazamiento de más de un millón de personas, la pérdida de muchos sitios arqueológicos y culturales de importancia y un cambio ecológico importante. 
Se estima que hasta el momento, entre 40 y 80 millones de personas en todo el mundo han sido desplazadas de su hogar a causa de la construcción de presas. En muchos casos la población afectada por las presas no es debidamente consultada. En agosto de 2010 la organización en defensa de los derechos de los pueblos indígenas Survival International publicó un informe sobre el impacto de la construcción de presas sobre esos pueblos y su medioambiente, criticando duramente importantes proyectos en fase de planificación o construcción en todo el mundo.

### Riesgo que supone la construcción de una presa
Como en el caso de toda obras estructural, existe el riesgo de que la presa falle e inunde poblaciones ubicadas cercanas al curso de agua, aguas abajo del cierre. La ingeniería civil se encarga de reducir al mínimo la posibilidad de la rotura del dique mediante un análisis exhaustivo del comportamiento de la obra ante situaciones extremas, calculando la estabilidad de la presa tomando en consideración sismos, lluvias torrenciales y otras catástrofes.

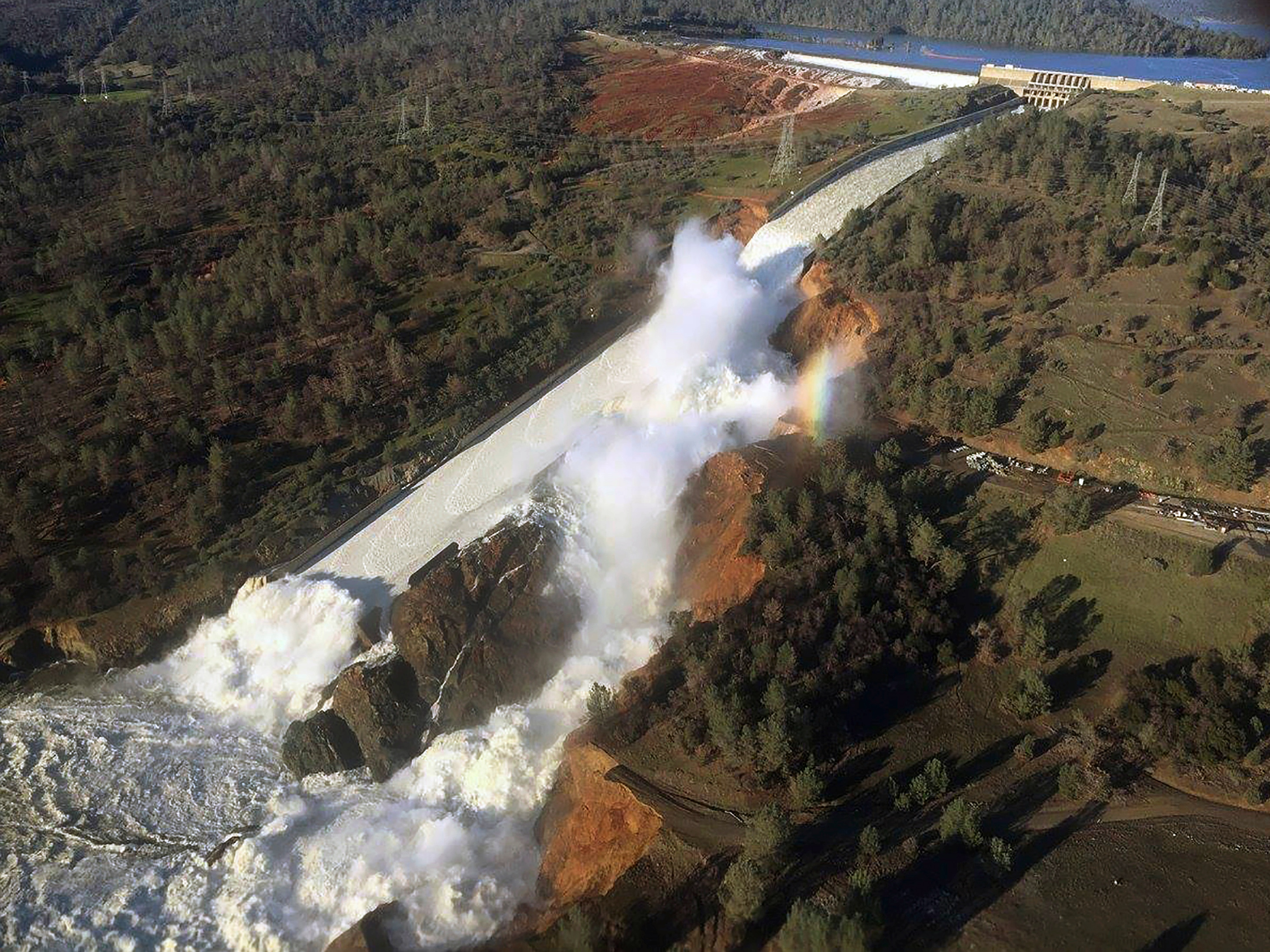
Incidente de la presa de Oroville en 2017, California, Estados Unidos

## Impacto ambiental
Una presa cambia radicalmente los ecosistemas de la fauna que habita en el río. Interrumpe el flujo natural y estacional del curso de agua, afecta a los niveles de la capa freática y al traslado de sólidos y sedimentos en suspensión. Tiene efectos también en los ecosistemas de una amplia zona debido a la inundación de la zona aguas arriba y a cambios significativos en el caudal en la zona aguas abajo, así como a cambios en la calidad del agua causados por el embalse. La presa retiene muchas veces aguas contaminadas.
Las presas más antiguas suelen carecer de escalera de peces, lo que impide que muchos peces se desplacen río arriba a sus zonas de reproducción naturales, lo que provoca el fracaso de sus ciclos de reproducción o el bloqueo de las vías de migración.